# Turma do Bidu
A turma do Bidu, criada por Mauricio de Sousa, é constituída essencialmente por objetos inanimados (ossos, pedras, poças de água, etc) que estabelecem diálogos, por vezes marcados pelo non-sense e pela metalinguagem. Uma das personagens mais recorrentes é Dona Pedra - além de outros cães que aparecem nas diversas funções de produção de um filme (roteiristas que estabelecem o argumento da história, sendo freqüentes as referências à própria história e à sua condição de desenhos).

## Personagens

### Principais e recorrentes
- Bidu (1959) - o primeiro personagem de Maurício, é dois personagens diferentes ao mesmo tempo: um cão doméstico de estimação e diretor/personagem de um estúdio.

Bidu é o cão de estimação do Franjinha e astro de histórias em quadrinhos. Apesar de Bidu ser um animal de estimação de Franjinha, as histórias dele refletem na verdade um universo paralelo repleto de metalinguagem, onde é um astro de histórias em quadrinhos (com direito ao assistente Manfredo) e um caricato penetra-calouro-imitador Bugu, que luta por um espaço no mesmo mundo). Quando é astro das histórias em quadrinhos, é bem arrogante e mal-humorado;
- - Mister B (1999) - sátira do mágico Mister M. Mister B ensina como são feitos os truques dos quadrinhos, como as pedras falantes, as caminhadas no ar e os personagens 'imortais'. Na última história, antes de um interlúdio em suas aparições, personagens irritados com suas revelações procuram capturá-lo(por exemplo o Cascão). Sua semelhança com Bidu leva a captura do mesmo, porém, ao fim da história, é revelado que o personagem, ainda que possuindo uma silhueta idêntica à de Bidu, é na verdade Bugu;
- Dona Pedra (1977) - uma pedra com quem Bidu fala (e que, até surpreendentemente, também fala);
- Duque (1960) - o cachorro de estimação do Titi, e o melhor amigo do Bidu. Não tem características tão marcante além dos olhos verdes. Por ser o melhor amigo de Bidu, é visto em boa parte das histórias. É calmo e bom amigo, e sempre tenta ajudar Bidu em alguns conflitos;
- Bugu (1972) - um cachorro amarelo de formato oval. Seu maior dom é fazer imitações. O que deixa Bidu com raiva, por isso é amplamente desgostado e desprezado pelo cachorro azul por tentar roubar-lhe a cena. Bugu costuma iniciar suas participações de algum jeito que surpreenda Bidu (bem como os próprios leitores) dizendo "Alô, mamãe!" e finalizá-las ao ser chutado para fora da respectiva história por Bidu dizendo agora "Tchau, mamãe!". O personagem foi criado pelo roteirista e irmão mais novo de Maurício, Márcio de Sousa (falecido em junho de 2011), que dizia que Bugu é um autorretrato dele "sempre tentando roubar a cena do irmão famoso"[2][3];
- Manfredo (1981) - o assistente do Bidu, sempre aparece nas histórias que ele está no estúdio. De vez em quando, ele mesmo expulsa o Bugu do estúdio. É um cachorro que faz tudo nas histórias em que é visto: contra-regra, secretário, assistente, produtor... enfim, o que for preciso. Nas histórias do Parque da Mônica, já foi revelado que Seu Janjão, zelador do parque, é na verdade Manfredo disfarçado;

### Secundários
- Fifi (1969) - cachorrinha pela qual Bidu é apaixonado;
- Zé Esquecido (1987) - amigo do Bidu, famoso por se esquecer de tudo que faz ou deixou de fazer. É o cão do Xaveco, mas poucas pessoas sabem disso por 2 motivos: o próprio Xaveco é um personagem secundário, e o Zé Esquecido é tão esquecido que se esqueceu de onde mora bem como de quem é o seu dono;
- Zé Exagerado - um cachorro de pelagem marrom escuro e olhos pretos, é recorrente em histórias do Bidu. O seu nome já diz: ele é muito exagerado, seja cavando buracos para enterrar ossos ou perseguir cachorrinhas de que gosta. Não se sabe quem é o seu dono, e onde ele mora. Ele é um amigo de Bidu e Duque;
- Dona Árvore (1994) - uma árvore com quem Bidu fala;
- Zé Gordão (1994) - cachorro gordo e peludo, passa o dia inteiro babando;
- Théo - um dálmata muito inteligente, um amigo do Bidu;
- Rúfius (2007) - o cachorro mais bravo da rua, visto em algumas histórias.

## Histórico

### Criação e trajetória do personagem
Bidu foi o primeiro personagem criado por Maurício de Sousa publicado originalmente em uma tira da Folha de S.Paulo em 1959 e em 1960 estreado em uma revista pela Editora Continental.
Mauricio criou Bidu inspirado em um cãozinho de sua infância, o Cuíca.

### Expansão do personagem
Após a Mônica ganhar título próprio pela Editora Abril nos anos 70, o personagem passou a ter histórias publicadas em revistas de Mônica e de outras turmas bem como almanaques de reedições.

### Controvérsia
Em 2008, Bidu aparece em Turma da Mônica Jovem (muitos leitores pensaram que Bidu já estaria morto, uma vez que a revista decorre em um futuro distante em que todos os personagens já encontram-se na adolescência ou mesmo adultos).

### Homenagens
Em 2009 foi lançado um álbum em comemoração aos 50 anos de Bidu. A edição conta com uma coletânea de histórias do personagem, incluindo uma HQ inédita em estilo mangá e uma versão facsimile de Bidu #1 da Editora Continental, e no mesmo ano o personagem ganha uma história para o álbum MSP 50, álbum que homenageia os 50 anos de carreira de Mauricio de Sousa, escrita e desenhada por Laerte Coutinho.